# Krist Svevladar (Sinaj)
Krist Svevladar, također i Krist Svedržitelj, jedna je od najstarijih bizantskih ikona i najprepoznatijih djela bizantske umjetnosti. Najstariji je poznati očuvani prikaz Krista Svevladara. Nalazi se u Samostanu svete Katarine na Sinaju i smatra se kako potječe iz sredine VI. st. Naslikana je tehnikom enkaustike. Visine je 84, širine 45,5 i debljine 1,2 cm.
S obzirom na to da je samostan sv. Katarine na Sinaju uživao carsku zaštitu Justinijana I., moguće je da je bila Justinijanov dar samostanu. U tome bi slučaju mogla biti naslikana u Konstantinopolu. Drži se da je zbog izolirana smještaja samostana i odsječenosti od Bizantskoga Carstva tijekom islamske okupacije ikona uspjela izbjeći ikonoklazam.